# Movilidad laboral
Movilidad laboral es el movimiento geográfico y ocupacional de los trabajadores. La movilidad del trabajador ocurre más fácilmente cuando no hay impedimentos para que esto ocurra. Los impedimentos a la movilidad son fácilmente divididos en dos clases distintas, una siendo personal y las otras sistemáticas. Los impedimientos personales incluyen la locación física y las habilidades mentales y físicas. Los impedimientos sistemáticos incluyen oportunidades educativas y también leyes y restricciones políticas, incluso barreras y conflictos que surgen por cuestiones históricas.
Al aumentar y mantener un alto nivel de movilidad laboral se permite un uso más eficiente de los recursos. La movilidad laboral ha demostrado ser una fuerza que impulsa las innovaciones.

## Movilidad laboral internacional
La movilidad laboral internacional es el traslado de trabajadores entre naciones. Es un ejemplo de movilidad internacional de factores. El traslado de trabajadores está basado en la diferencia de recursos entre los países. Según los economistas, la migración de trabajadores deberá tener un efecto de igualación de salarios con trabajadores en las mismas industrias.

## Impedimentos comunes a la movilidad laboral
Algunas de las razones por las cuales los trabajadores pueden tener inamovilidad laboral pueden ser:
- Diferencias nacionales y regionales en las calificaciones necesarias para distintos trabajos.[4]
- Falta de estándares de habilidades y de vocaciones.[4]
- Discriminación basada en la ciudadanía de origen[4]
- Discriminación basada en clase social
- Sistemas económicos y de derechos de propiedad que limiten a los trabajadores.